# Унау
Унау (њем. Unnau) општина је у њемачкој савезној држави Рајна-Палатинат. Једно је од 192 општинска средишта округа Вестервалд. Према процјени из 2010. у општини је живјело 1.846 становника. Посједује регионалну шифру (AGS) 7143300.

## Географски и демографски подаци
Унау се налази у савезној држави Рајна-Палатинат у округу Вестервалд. Општина се налази на надморској висини од 390 метара. Површина општине износи 8,1 km². У самом мјесту је, према процјени из 2010. године, живјело 1.846 становника. Просјечна густина становништва износи 227 становника/km².